# Blephariceromorpha
I Blephariceromorpha Rohdendorf, 1961, sono un infraordine di ditteri nematoceri associati ad ambienti acquatici d'acqua dolce. Accanto ad alcune ricorrenti analogie biologiche ed ecologiche, questo raggruppamento presenta una sostanziale eterogeneità che ne rende dubbio l'inquadramento tassonomico.

## Descrizione

### Adulto
Gli adulti mostrano una sostanziale eterogeneità che contraddistingue le tre famiglie dell'infraordine e, in particolare, quella dei Nymphomyiidae. I caratteri morfologici ricorrenti sono il marcato sviluppo in lunghezza delle ali e la conformazione sottile e slanciata delle zampe, tali da rendere questi ditteri apparente simili alle tipule. Da queste si distinguono facilmente per l'assenza, sul torace, della sutura trasversa conformata a V. Il corpo è sottile e slanciato, di piccole o medio-piccole dimenstioni: la lunghezza varia da 1-3 mm a circa 1 cm, ma le dimensioni maggiori, dell'ordine di 8–12 mm si riscontrano solo in alcuni Blephariceridae.
Il capo è libero, ben evidente nei Nymphomyiidae e nei Blephariceridae, in parte nascosto dalla proiezione in avanti del torace nei Deuterophlebiidae. Gli occhi sono generalmente ben sviluppati, spesso con singolari conformazioni. I Nymphomyiidae hanno un capo oloptico, ovvero i loro occhi si estendono fino a fondersi ma, a differenza di tutti gli altri ditteri oloptici, la fusione degli occhi avviene sulla faccia ventrale del capo, mentre dorsalmente sono separati.  Nei Blephariceridae, invece, gli occhi mostrano una differenziazione in due regioni: una inferiore, formata da ommatidi di normale sviluppo, una superiore formata da ommatidi particolarmente grossi (macrommatidi). Gli ocelli sono assenti nei Deuterophlebiidae, in numero di tre nei Blephariceridae; nei Nymphomyiidae la morfologia degli ocelli è singolare e unica nell'ambito dell'intero ordine dei Ditteri: sono infatti in numero di due, grandi, disposti lateralmente dietro gli occhi. Le antenne hanno varie conformazioni. Nei Blephariceridae sono visibilmente lunghe, ma più brevi del corpo. Nei Deuterophlebiidae sono notevolmente lunghe, tranne poche eccezioni, formate da sei soli antennomeri filiformi, con uno sviluppo in lunghezza che supera nettamente quello del corpo. Nei Nymphomyiidae sono invece piuttosto brevi e apparentemente simili a quelle dei Brachiceri, di forma clavata e composte da tre articoli apparenti. L'apparato boccale è atrofico nella generalità dei Nymphomyiidae e dei Deuterophlebiidae. Nei Blephariceridae è in genere di tipo succhiante; in alcune specie, le femmine hanno invece apparato boccale pungente-succhiante per lo sviluppo di mandibole perforanti.
Il torace è relativamente corto nei Blephariceridae e nei Deuterophlebiidae; in questi ultimi è fortemente convesso e proteso in avanti fino a nascondere il capo. Nei Nymphomyiidae è invece notevolmente allungato e di forma cilindrica, carattere alquanto singolare fra i Ditteri; conseguenza di questa morfologia è il marcato distanziamento dei bilancieri dall'attacco delle ali anteriori. Le zampe sono esili in tutti i gruppi, relativamente brevi e con tarsi piuttosto lunghi nei Nymphomyiidae, notevolmente allungate nelle altre due famiglie, che mostrano una morfologia delle zampe analoga a quella dei Tipulomorpha.
Le ali sono particolarmente sviluppate in lunghezza, tenute verticalmente in posizione di riposo. Quelle dei Blephariceridae mostrano un lobo anale ben evidente e una nervatura relativamente semplificata, con nervature anteriori robuste; caratteristica è la presenza di una reticolatura secondaria determinata da numerose pieghettature nella regione anale e in quella remigante posteriore. Le ali dei Deuterophlebiidae hanno una nervatura molto ridotta e sostituita da pieghettature che si sviluppano longitudinalmente e trasversalmente simulando la griglia di una ventola. Quelle dei Nymphomyiidae sono infine caratterizzate da una robusta venatura lungo il margine costale e dallo sviluppo di numerose setole, di varia lunghezza, lungo l'intero margine; nei Nymphomyiidae, inoltre, manca la regione anale e le ali vengono perse prima dell'ovideposizione.
L'addome è sottile e allungato, più largo nella porzione prossimale. Nei Nymphomyiidae sono assenti gli stigmi addominali.

### Larva
Le larve sono apode ed eucefale, con tegumento robusto nella parte dorsale. Nei Deuterophlebidae e nei Nymphomyiidae, il capo è nettamente distinto dal torace e quest'ultimo mostra in modo evidente la suddivisione nei tre segmenti; nei Blephariceridae, invece, capo, torace e primo urite si fondono in un'unica struttura (cefalotorace), priva di metameria apparente, visibilmente differenziata dal resto dell'addome.
Il torace è privo di appendici, mentre l'addome è provvisto di un numero variabile di pseudopodi o espansioni lateroventrali assimilabili a pseudopodi. Gli stigmi sono assenti in tutti i gruppi (larve apneustiche) e gli scambi gassosi avvengono tramite strutture tegumentali assimilabili a branchie o a tracheobranchie. L'apparato boccale è di tipo masticatore, più o meno modificato. Le larve dei Deuterophlebiidae sono caratterizzate dalla conformazione delle antenne, che sono lunghe e, in genere, biforcate.
L'addome è formato da nove uriti nei Nymphomyiidae, da otto uriti apparenti nei Deuterophlebiidae e da 5-6 uriti apparenti nei Blephariceridae, per la fusione di quelli distali. Presenta, in genere, strutture morfologiche singolari che permettono l'adattamento all'habitat abituale di questi insetti. Le larve dei Deuterophlebiidae sono fornite di 7 paia di pseudopodi che all'apice portano delle ventose circolari. Quelle dei Blephariceridae sono fornite di 6 paia di pseudopodi, terminanti con branchie tracheali; sulla faccia ventrale del cefalotorace e dell'addome, sono allineate, in posizione mediana, 6 ventose circolari. La funzione delle ventose, nelle due famiglie è quella di permettere l'ancoraggio della larva ai fondi rocciosi dei torrenti, habitat tipico di questi ditteri.

### Pupa
La pupa è mobile ed ha una forma allungata nei Nymphomyiidae. Nelle altre due famiglie è invece immobile e di forma ovale, depressa in senso dorso-ventrale. In tutti i gruppi la cuticola è fortemente sclerotizzata sulla parte dorsale. Singolare è la conformazione del capo nelle pupe dei Nymphomyiidae: il capo è infatti allungato e prognato, contrariamente alla generalità dei Ditteri, nei quali l'apparato boccale è diretto ventralmente. Nei Deuterophlebiidae e nei Blephariceridae sono presenti organi adesivi che permettono l'ancoraggio al substrato.

## Biologia
Lo sviluppo postembrionale è di tipo olometabolico, con 4 stadi di larva e uno di pupa. Rispetto alla morfologia, la biologia dell'infraordine presenta una sostanziale omogeneità in relazione al comportamento delle larve e degli adulti. L'habitat tipico è quello dei torrenti montani, con corsi d'acqua anche impetuosi.
In generale, le larve dei Blephariceromorpha vivono, "pascolando", sui fondali rocciosi, nutrendosi di alghe e protozoi associati a questi microambienti. Gli adulti vivono in prossimità dei corsi d'acqua ma spesso in ambienti sterili e rocciosi e poveri di risorse alimentari.
ROHDENDORF et al. (1974) ipotizzarono una correlazione evolutiva, tra il comportamento delle larve e quello degli adulti, che si traduce sulla durata della vita di questi ultimi in conseguenza della perdita della capacità di alimentarsi. Questo processo evolutivo ha avuto inizio nel Mesozoico ed è associato alla colonizzazione di ambienti relitti da parte di una fauna, in buona parte estinta, che si era insediata sulla Terra fra il Triassico superiore e il Giurassico medio. Le specie che si sono adattate a condizioni ambientali difficili e povere di risorse alimentari, hanno sviluppato una efficienza alimentare delle larve in associazione con una regressione morfologica e/o funzionale degli adulti, limitando a questi ultimi la sola funzione riproduttiva. Le larve presentano perciò un capo libero, mobile, in grado di svolgere bene la funzione del "pascolamento". Gli adulti, invece, perdono la capacità di alimentarsi ed hanno vita brevissima. Queste caratteristiche sono evidenti nei Nymphomyiidae e nei Deuterophlebiidae. Nei Blephariceridae il processo evolutivo si è concentrato sulla funzionalità dell'adulto, mantenendo nel complesso le caratteristiche morfologiche e fisiologiche dei progenitori ancestrali; nel contempo, la larva non ha sviluppato una particolare efficienza alimentare, come dimostra la conformazione del cefalotorace, inadatta a permettere ampi movimenti del capo.
Gli adulti dei Blephariceridae hanno perciò vita più lunga e si nutrono generalmente di nettare. Le femmine provviste di apparato boccale pungente-succhiante sono anche entomofaghe e predano generalmente altri ditteri.
I Deuterophlebiidae e i Blephariceridae sono utili indicatori della qualità dell'ambiente e tendono a scomparire dai corsi d'acqua inquinati o interessati da alterazioni idrogeologiche: l'eutrofizzazione è causa dello sviluppo di una mucillagine, sui fondali rocciosi, che ostacola la funzionalità delle ventose; nel contempo, le più frequenti riduzioni del livello delle acque espongono le pupe all'azione dei predatori, incrementandone la mortalità.

## Distribuzione
Le tre famiglie hanno differenti distribuzioni, probabilmente in relazione anche alla mobilità degli adulti e alla durata della loro vita.
Nymphomyiidae e Deuterophlebiidae hanno areali circoscritti. Della prima famiglia, fino agli anni settanta, si conosceva una sola specie presente in ambienti montani del Giappone. Attualmente si conoscono altre specie e la famiglia occupa, con differenti specie, un areale che comprende la Regione paleartica orientale e la regione neartica. Due specie sono inoltre presenti ai margini settentrionali della Regione orientale, nel nordest dell'India e ad Hong Kong. I Deuterophlebidae hanno una distribuzione analoga ma più ampia, estendendosi anche all'Asia centrale.
I Blephariceridae hanno invece un areale che si estende, secondo i gruppi sistematici, all'intero pianeta, essendo presenti in tutte le regioni zoogeografiche, ma con un maggior numero di specie nella Regione orientale e in quella neotropicale.

## Sistematica
La sistematica dei Blephariceromorpha è incerta e gli Autori concordano sulla necessità di una revisione. A prescindere dalle analogie morfologiche e/o etologiche, è accertato che il raggruppamento è parafiletico, per quanto ci siano ancora molti dubbi da risolvere in merito alle relazioni filogenetiche. In particolare è dubbia la posizione sistematica dei Nymphomyiidae, che, secondo diversi Autori, andrebbero collocati in un taxon proprio da inquadrare al rango di subordine. 
Nel 1974 ROHDENDORF et al. proposero, per i Ditteri, un albero tassonomico che adottava la sostanziale separazione dei Nymphomyiidae. La tassonomia suddivideva l'ordine in due sottordini, gli Archidiptera, comprendente l'infraordine Nymphomyiomorpha, con il solo genere Nymphomyiia, e gli Eudiptera, comprendente tutti gli altri ditteri esistenti. Nell'ambito degli Eudiptera, separarono Deuterophlebiidae e Blephariceridae in due distinti infraordini denominati, rispettivamente, Deuterophlebiomorpha e Blephariceromorpha.
I Nymphomyiionidae presentano indubbiamente caratteri primitivi, non ricorrenti in nessun altro dittero attualmente vivente, ed è opinione frequente, anche se non pienamente condivisa, che questa famiglia andrebbe separata dal resto degli altri ditteri. Allo stato attuale, tuttavia, in assenza di far piena luce sulla filogenesi dei Ditteri, viene ancora mantenuta, in molte fonti, la tradizionale suddivisione fra Nematoceri e Brachiceri oppure lo scorporo del raggruppamento dei Nematoceri in infraordini elevati al rango di sottordine, in ogni modo inquadrando i Nymphomyiidae all'interno dei Blephariceromorpha.
Sulla base di questa interpretazione, l'infraordine avrebbe la seguente suddivisione sistematica:
- Infraordine: Blephariceromorpha
  - Superfamiglia Blephariceroidea. Famiglie:
    - Blephariceridae. Comprende circa 500 specie ripartite fra sei sottofamiglie.
    - Deuterophlebiidae. Comprende il solo genere Deuterophlebia.

  - Superfamiglia: Nymphomyoidea. Famiglie:
    - Nymphomyiidae. Comprende il solo genere Nymphomyia.